# Ekaterina Kazionova
Ekaterina Andrejevna Kazionova (in russo Екатерина Андреевна Казионова?; Russia, 13 gennaio 1999) è una tennista russa.

## Carriera
Ekaterina Kazionova si è aggiudicata in carriera 3 titoli in singolare e 11 titoli in doppio nel circuito ITF. In singolare ha raggiunto la 287ª posizione il 14 febbraio 2022, mentre in doppio la 341ª il 16 settembre 2019.
Ha raggiunto la sua prima semifinale al Korea Open 2021, dove è stata sconfitta da ex numero 10 del mondo Kristina Mladenovic.

## Statistiche ITF

### Singolare

#### Vittorie (3)
| Torneo $100.000 (0) |
| Torneo $80.000 (0)  |
| Torneo $75.000 (0)  |
| Torneo $60.000 (0)  |
| Torneo $50.000 (0)  |
| Torneo $40.000 (0)  |
| Torneo $25.000 (1)  |
| Torneo $15.000 (2)  |
| Torneo $10.000 (0)  |

| N. | Data            | Torneo                          | Superficie  | Avversaria in finale | Punteggio        |
| 1. | 26 ottobre 2019 | Women Oslo open, Oslo           | Cemento (i) | Verena Meliss        | 6-3, 6-0         |
| 2. | 1º marzo 2020   | Winter Moscow Open, Mosca       | Cemento (i) | Kamilla Rachimova    | 6-4, 1-6, 7-6(5) |
| 3. | 21 luglio 2024  | Morocco Tennis Tour, Casablanca | Terra rossa | Joëlle Steur         | 6-3, 7-6(5)      |

#### Sconfitte (8)
| Torneo $100.000 (0) |
| Torneo $80.000 (0)  |
| Torneo $75.000 (0)  |
| Torneo $60.000 (0)  |
| Torneo $50.000 (0)  |
| Torneo $40.000 (0)  |
| Torneo $25.000 (1)  |
| Torneo $15.000 (5)  |
| Torneo $10.000 (2)  |

| N. | Data             | Torneo                                                           | Superficie  | Avversaria in finale | Punteggio        |
| 1. | 29 agosto 2015   | Sportevasion ITF Future Summer Tour, Port El Kantaoui            | Cemento     | Fatma Al-Nabhani     | 1-6, 4-6         |
| 2. | 23 aprile 2016   | Shymkent Open, Şımkent                                           | Terra rossa | Kamila Kerimbajeva   | 4-6, 4-6         |
| 3. | 28 gennaio 2017  | Almaty International, Almaty                                     | Cemento (i) | Polina Monova        | 3-6, 3-6         |
| 4. | 28 gennaio 2018  | Internationale Württembergische Hallenmeisterschaften, Stoccarda | Cemento (i) | Jesika Malečková     | 2-6, 0-6         |
| 5. | 11 agosto 2018   | Kazan Kremlin Cup, Kazan'                                        | Terra rossa | Dar'ja Mišina        | 1-6, 2-6         |
| 6. | 4 agosto 2019    | Savitaipale Ladies Open, Savitaipale                             | Terra rossa | Anastasia Kulikova   | 6-4, 6(3)-7, 2-6 |
| 7. | 10 novembre 2019 | PAF Open, Pärnu                                                  | Cemento (i) | Elena Malõgina       | 4-6, 6-1, 5-7    |
| 8. | 24 ottobre 2021  | Karaganda Open, Karaganda                                        | Cemento (i) | Julija Hatouka       | 5-7, 0-6         |

### Doppio

#### Vittorie (11)
| Torneo $100.000 (0) |
| Torneo $80.000 (0)  |
| Torneo $75.000 (0)  |
| Torneo $60.000 (0)  |
| Torneo $50.000 (0)  |
| Torneo $40.000 (0)  |
| Torneo $25.000 (3)  |
| Torneo $15.000 (7)  |
| Torneo $10.000 (1)  |

| N.  | Data              | Torneo                                         | Superficie  | Compagna             | Avversarie in finale                   | Punteggio           |
| 1.  | 24 settembre 2016 | Kiriyat Gat USD, Kiryat Gat                    | Cemento     | Madeleine Kobelt     | Vlada Ekshibarova Melis Sezer          | 7-6(5), 6-3         |
| 2.  | 1º aprile 2017    | Lacoste Dalyan Cup, Istanbul                   | Cemento (i) | Elena Rybakina       | Eléni Daniilídou Vlada Ekshibarova     | 6–1, 6–3            |
| 3.  | 8 luglio 2017     | Vrancea Trophy, Focșani                        | Terra rossa | Oana Gavrilă         | Martina Colmegna Camelia Hristea       | 6–2, 6–1            |
| 4.  | 26 ottobre 2018   | Republican Girls, Istanbul                     | Cemento (i) | Polina Monova        | Tereza Mrdeža Nina Stojanović          | 6-3, 6(5)-7, [10-6] |
| 5.  | 23 febbraio 2019  | Shymkent ITF International Tournament, Şımkent | Cemento (i) | Anastasija Zacharova | Tamara Čurović Elena Malõgina          | 7–6(4), 6–1         |
| 6.  | 3 agosto 2019     | Savitaipale Ladies Open, Savitaipale           | Terra rossa | Eva Garkuša          | Anna Machorkina Sadafmoh Tolibova      | 6-2, 6-3            |
| 7.  | 25 ottobre 2019   | Women Oslo open, Oslo                          | Cemento (i) | Anna Popescu         | Iveta Dapkutė Ingrid Vojčináková       | 3–6, 7–5, [10–5]    |
| 8.  | 2 novembre 2019   | Stockholm Ladies, Stoccolma                    | Cemento (i) | Margarita Ignatjeva  | Jacqueline Cabaj Awad Oona Orpana      | 2–6, 7–6(5), [10–4] |
| 9.  | 13 febbraio 2021  | Shymkent ITF International Tournament, Şımkent | Cemento     | Sabina Sharipova     | Dar'ja Mišina Noel Saidenova           | 7–5, 2–6, [10–4]    |
| 10. | 3 agosto 2024     | Morocco Tennis Tour, Mohammedia                | Terra rossa | Celine Simunyu       | Funa Kozaki Ikumi Yamazaki             | 6-3, 6-3            |
| 11. | 31 maggio 2025    | Kuršumlijska Banja Open, Kuršumlijska Banja    | Terra rossa | Arina Bulatova       | María Herazo González Draginja Vuković | 6-3, 7-6(4)         |

#### Sconfitte (16)
| Torneo $100.000 (0) |
| Torneo $80.000 (0)  |
| Torneo $75.000 (0)  |
| Torneo $60.000 (0)  |
| Torneo $50.000 (0)  |
| Torneo $40.000 (0)  |
| Torneo $25.000 (8)  |
| Torneo $15.000 (6)  |
| Torneo $10.000 (2)  |

| N.  | Data             | Torneo                                                               | Superficie  | Compagna              | Avversarie in finale                            | Punteggio           |
| 1.  | 29 luglio 2016   | Parnu Open, Pärnu                                                    | Terra rossa | Denīza Marcinkēviča   | Emily Arbuthnott Anastasija Zaryc'ka            | 4-6, 5-7            |
| 2.  | 1º ottobre 2016  | Sea of Galeele Open, Tiberiade                                       | Cemento     | Madeleine Kobelt      | Vlada Ekshibarova Melis Sezer                   | 1-6, 3-6            |
| 3.  | 6 maggio 2017    | O1 Properties Ladies Cup, Chimki                                     | Cemento (i) | Dar'ja Kružkova       | Olesja Pervušina Anastasija Potapova            | 0-6, 1-6            |
| 4.  | 10 novembre 2017 | Internazionali Tennis Val Gardena Südtirol, Ortisei                  | Cemento (i) | Alëna Fomina          | Hélène Scholsen Alina Silič                     | 3-6, 5-7            |
| 5.  | 30 marzo 2019    | Soho Square Egypt, Sharm el-Sheikh                                   | Cemento     | Gozal' Aınıtdınova    | Jacqueline Cabaj Awad İpek Soylu                | 2-6, 4-6            |
| 6.  | 13 aprile 2019   | Ladies Open Zilia de Calvi, Calvi                                    | Cemento     | Linnéa Malmqvist      | Estelle Cascino Elixane Lechemia                | 3-6, 2-6            |
| 7.  | 18 maggio 2019   | Daikin Cup Tennis Series, Adalia                                     | Terra rossa | Aleksandra Pospelova  | Jenny Dürst Chiara Grimm                        | 6-3, 1-6, [3-10]    |
| 8.  | 25 maggio 2019   | Tennis Organisation Cup, Adalia                                      | Terra rossa | Angelina Žura'leva    | Chiara Grimm Alina Silič                        | 4-6, 2-6            |
| 9.  | 7 settembre 2019 | Kuchyne Gorenje Prague Open, Praga                                   | Terra rossa | Anastasija Komardina  | Anastasia Dețiuc Johana Marková                 | 1-6, 3-6            |
| 10. | 27 febbraio 2021 | Winter Moscow Open, Mosca                                            | Cemento (i) | Šalimar Taĺbi         | Valentini Grammatikopoulou Anastasija Zacharova | 3-6, 7-5, [8-10]    |
| 11. | 4 settembre 2021 | Ladies Open Vienna, Vienna                                           | Terra rossa | Ėrika Andreeva        | Carolina Alves Martyna Kubka                    | 7-6(1), 4-6, [7-10] |
| 12. | 30 ottobre 2021  | Karaganda Open, Karaganda                                            | Cemento (i) | Ekaterina Makarova    | Tamara Čurović Ekaterina Rejngol'd              | 6-2, 3-6, [7-10]    |
| 13. | 13 agosto 2022   | KAZZINC Open Women's International Tournament, Öskemen               | Cemento     | Jibek Kulambaeva      | Ekaterina Maklakova Aleksandra Pospelova        | 6(5)-7, 1-6         |
| 14. | 18 novembre 2022 | Tournoi International De Tennis Féminin Saint-Étienne, Saint-Étienne | Cemento (i) | Ekaterina Makarova    | Conny Perrin Eden Silva                         | 4-6, 6-4, [6-10]    |
| 15. | 16 marzo 2024    | Karaganda International Tournament, Karaganda                        | Cemento (i) | Asıljan Arıstanbekova | Viktorija Michajlova Anastasija Poplavska       | 6(5)-7, 3-6         |
| 16. | 29 giugno 2024   | Women's Kursumlijska Banja, Kuršumlijska Banja                       | Terra rossa | Viktorija Borodulina  | Laura Cíleková Natália Kročková                 | 4-6, 7-5, [3-10]    |